# Bagrationové
Dynastie Bagration (gruz. ბაგრატიონი, bagrationi, ბაგრატიონთა დინასტია, bagrationt'a dinastia) je rod gruzínských panovníků vládnoucí od 6. do počátku 19. století. Byli s největší pravděpodobností vedlejší větví arménské dynastie Bagratuni, sami však v dynastickém období odvozovali svůj původ až od biblického krále Davida. Bagrationové tak patří k nejstarším dynastiím. Poté, co došlo v 15. století k rozpadu Gruzie na jednotlivá království a knížectví, pokračovali příslušníci rodu ve vládě zde. V druhé polovině 18. století pak dochází k částečnému sjednocení Gruzie, kdy se kachetský král Iraklij II. stává i králem kartlijským. Sjednocené království je ale roku 1801 podrobeno ruskou říší; o 9 let později se součástí Ruského impéria stalo i západně ležící království Imereti.
Současnou hlavou královské linie rodu je Nugzar Bagration-Gruzinski z královské větve Bagration-Gruzinski. Nárok na gruzínský trůn vznáší také manžel jeho starší dcery David Bagration-Muchrani, ze starší větve Bagration-Muchrani, který je hlavou rodu dle primogenitury a dle stejného principu vznáší nárok na gruzínský trůn.
Universálním dědicem obou větví (jak primogeniturní, tak královské) je princ Giorgi Bagration Bagrationi (*2011).

## Bagrationové králové Gruzie

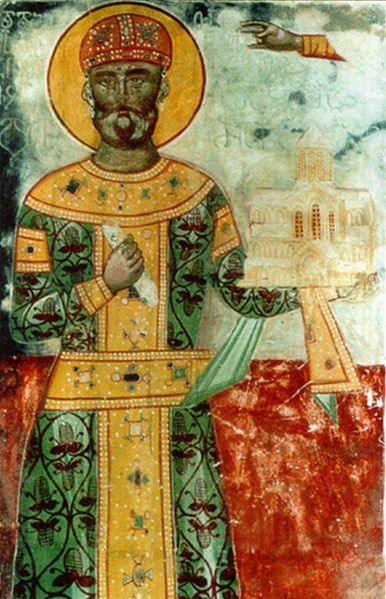
David IV. řečený „Stavitel“

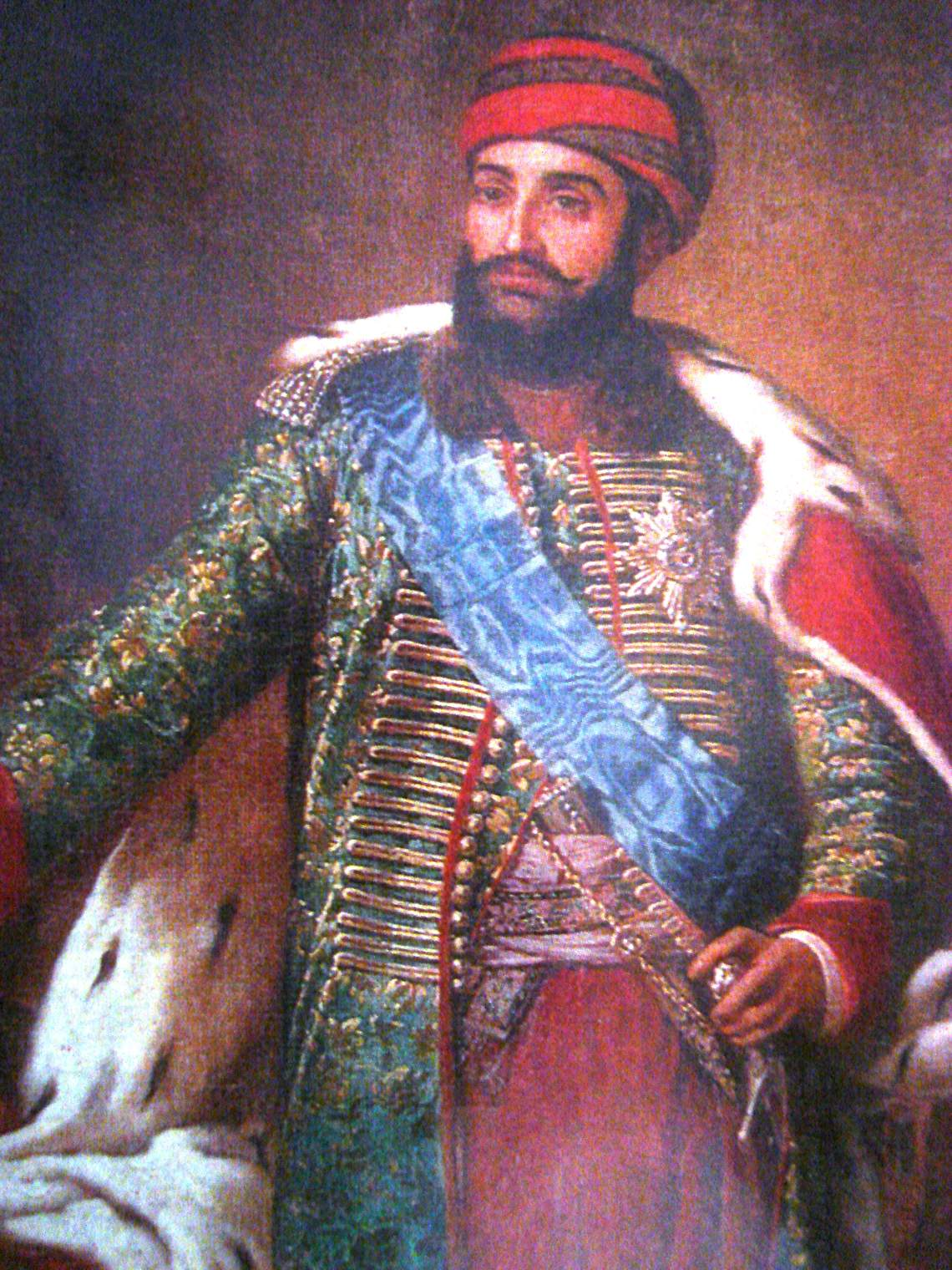
Předposlední gruzínský král Iraklij II.

V gruzínské historii se Bagrationové objevili v 9. století jako knížata na jihozápadě Gruzie, která v bojích s Araby a dalšími rody v okolí postupně obnovila samostatné Gruzínské království. Období od konce 11. do počátku 13. století, zejména vláda Davida IV. a jeho vnučky Tamary, patří k vrcholným epochám gruzínských dějin. Toto zlaté období bylo násilně ukončeno mongolskou invazí. Další ránu jednotě Gruzie uštědřil Tamerlán a koncem 15. století dochází k fragmentaci Gruzie: etablují se tři království – Imereti, Kacheti a Kartli – pod vládou samostatných větví Bagrationů a několik dalších polosuverénních knížectví. Oblast Gruzie byla v dalších staletích svědkem neustálých drobných potyček, občanských válek a vpádů Peršanů, Osmanů a závěrem 18. století i Rusů, kteří si nakonec podrobili všechna samostatná gruzínská panství. Různé větvě Bagrationů pak přežívaly v řadách ruské šlechty. Patrně nejznámějším členem rodu je ruský generál napoleonské epochy Pjotr Ivanovič Bagration, pocházející z nemanželské větve králů Kartli.
Posledním vskutku samostatným bagrationovským panovníkem na většině gruzínského území (a tedy zpravidla považovaný za gruzínského krále) byl Iraklij II., kterému se podařilo v letech 1762–1798 znovu sjednotit kartlijské a kachetinské království a roku 1783 přijal ruský protektorát. Syn Giorgi XII. zemřel po ani ne tříleté vládě a na přelomu let 1801 byla země anektována Ruskem, které odmítlo potvrdit nároky Giorgiova nejstaršího syna a regenta Davida.

## Bagrationové v Rusku
V carském Rusku se Bagrationové stali prominentní aristokratickou rodinou. Nejslavnějším představitelem rodu byl princ Petr Bagration, pravnuk krále Jesseho, jenž se stal ruským generálem a hrdinou ruské Vlastenecké války (1812). Jeho bratr, princ Roman Bagration se rovněž stal ruským generálem, jenž se vyznamenal v rusko-perské válce a byl jedním z prvních, kdož vkročili do Jerevanu v roce 1827. Roman Bagration byl též znám svou láskou k umění, literatuře a divadlu. Jeho domácí divadelní scéna v Tbilisi byla považována za jednu z nejlepších na Kavkaze. Jeho syn, princ Petr Romanovič Bagration se stal gubernátorem Tverské oblasti a později generálním gubernátorem Pobaltí. Byl rovněž inženýrem metalurgie a znám svou podporou vývoje kyanidace zlata v Rusku. Princ Dmitrij Petrovič Bagration byl ruským generálem, jenž bojoval v první světové válce v Brusilovově ofenzívě a později vstoupil také do Rudé armády.

## Bagrationové dnes
Legitimní královská větev je v současnosti reprezentována Nugzarem Gruzínským (narozeným roku 1950), synem známého gruzínského básníka Petreho.
Hlavou starší větve a celého rodu Bagration je David Bagration-Muchranski.
Příslušníkem mladší větve Bagrationů vládnoucí v Imereti, pak byl poslední panující Bagration Šalamoun II., po matce vnuk Iraklije II. Gruzínského. Ten byl Rusy zbaven trůnu roku 1810.

### Dynastie Bagration-Gruzinsky
Po vpochodování Rudé armády do Gruzie roku 1921 emigrovalo mnoho příslušníků Bagrationské rodiny. Zatímco následníci posledního krále stále žili v Gruzii, prohlásil se v roce 1942 Irakli Bagration-Muchrani, potomek jedné z podřízených linií rodiny, za hlavního představitele královského rodu a založil Svaz gruzínských tradicionalistů. V současnosti žije rodina Bagration-Muchrani v Římě. Nynější, Gruzií uznanou hlavou dynastie je David Bagration-Muchrani (španělsky David Bagration de Mouchrani y de Zornoza), narozený roku 1976 v Madridu, jenž v současnosti žije na území Gruzie. Roku 2003 přesídlil do Tbilisi a od té doby má dvojí občanství.
Podle platné ústavy je však Nugsar Bagration-Gruzínský, ředitel Tumanišviliho divadla v Tbilisi, od roku 1984 hlavou rodiny jako nejstarší patrilineární potomek dynastie Kartli-Kachetské posledního krále, Jiřího XII. a legitimním nárokovatelem trůnu. Potomci imeretské linie Bagrationů tento nárok v roce 2007 potvrdili.

### Dynastie Bagration-Muchrani
Roku 1942 se princ Irakli Bagration-Muchrani z genealogicky nejstarší linie rodu, prohlásil za hlavu královského rodu Gruzie, z nedostatku informací o stále aktivní Kachetské větvi rodu Bagrationů (jež vládla do roku 1801) na území SSSR. Založil Svaz gruzínských tradicionalistů v exilu. Jeho druhá manželka, Maria Antoinetta Pasquini, dcera Huga, hraběte z Costafiority, mu v únoru roku 1944 porodila syna a následníka Jorge de Bagration, při porodu však zemřela. V srpnu 1946 se ovdovělý následník oženil s princeznou Marií Mercedes de Bavaria y Borbón, pravnučkou krále Alfonse XII., a dcerou Dona prince Fernanda de Baviera y Borbón, jenž se vzdal svého nároku na bavorský trůn a mohl tak oprávněně přijmout titul infant ve Španělsku.

### Dynastická svatba a usmíření

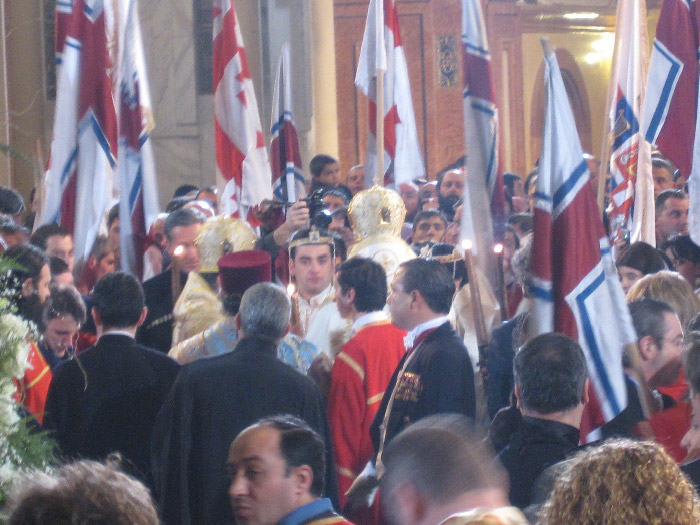
Svatba prince Davida a jeho ženy princezny Anny

Dne 9. února 2009 si v chrámu Nejsvětější Trojice v Tbilisi hlava větve Bagration-Muchranski princ David Bagration-Muchranski vzal za ženu princeznu Annu Bagration-Gruzinski z větve Bagration-Gruzinsky, dědičku nároků této větve, čímž bylo ukončeno nepřátelství těchto dvou větví rodu. Byla tak také vyřešena budoucí otázka následnictví.
Jednou z méně významných, ač genealogicky nejstarších větví jsou Bagrationové-Muchranští; z této větve pochází David Bagration-Muchranski (nar. 1976), jehož děd se roku 1942 sám prohlásil hlavou celého gruzínského královského (carského) rodu – toto postavení si nárokoval na základě primogenitury i přesto, že poslední král mezi jeho patrilineárními předky zemřel roku 1505 a primogenitura nehrála v gruzínském nástupnictví takovou roli jako na evropském Západě.
Manželům se v roce 2011 narodil syn, princ Giorgi Bagration Bagrationi, který je tak universálním dědicem obou větví rodu. V prosinci 2013 došlo k rozvodu Anny a Davida.